# Morden i Sandhamn
Morden i Sandhamn is een Zweedse politieserie van de zender TV4. De serie is gebaseerd op de boeken van Viveca Sten, een juriste die met haar gezin in Stockholm woont, maar al sinds haar jeugd de zomers doorbrengt op het eilandje Sandhamn.

## Seizoenen
De eerste vijf seizoenen telden elk drie afleveringen: de eerste in 2010 en gebaseerd op I lugnaste vatten (Stille wateren), de tweede in 2012 gebaseerd op I den innersta kretsen (Hogere kringen), de derde in 2013 gebaseerd op I grunden utan skuld (Onschuldig verleden), de vierde eind 2014 gebaseerd op I natt är du död (Vannacht ben je dood)  en de vijfde eind 2015 gebaseerd op I stundens hetta (Midzomernachthitte). In Nederland werden de seizoenen 1 tot en met 5 in januari 2017 door KRO-NCRV op NPO 3 uitgezonden. Voor de Zweedstalige, in het Nederlands ondertitelde serie koos de omroep de Engelstalige titel The Sandhamn Murders.
Hoewel de serie eigenlijk na vijf seizoenen zou worden beëindigd, volgden er in 2018 een zesde seizoen met vier afleveringen. De eerste twee zijn gebaseerd op het boek I maktens skugga (In de schaduw van de macht) en de laatste twee op I sanningens namn (In de naam van de waarheid).
De serie werd in 2020 voortgezet. Het aantal afleveringen per seizoen werd opgevoerd naar zes à acht. Tot 2023 werden negen seizoenen met in totaal 39 afleveringen gemaakt. Seizoen 10 zal uit vier afleveringen bestaan. Ook de latere seizoenen werden door KRO-NCRV uitgezonden. Daarbij werden twee afleveringen samengevoegd tot een van 90 minuten.

## Verhaallijn
Sandhamn is een Zweeds eiland voor de kust van Stockholm. Het is een idyllisch vakantie-eilandje waar het buiten de zomer rustig is. Er wonen maar zo'n 120 mensen, maar als de midzomernacht dichterbij komt, verveelvoudigt de bevolking door de grote aantallen vakantiegangers en zeilers, die hier van de zon en de zee komen genieten. Als er een moord gepleegd wordt komt inspecteur Thomas Andreasson in actie. Hij is gescheiden na de dood van zijn eerste kind. Hij wordt bij zijn onderzoek geholpen door jeugdvriendin Nora Linde, die een zomerhuis bezit op Sandhamn. Zelf heeft zij het in haar privéleven ook niet gemakkelijk, want ze heeft huwelijksproblemen met haar man Henrik, een dokter die weinig geduld kan opbrengen voor de ambities die zijn vrouw heeft voor een eigen carrière.
De opzet vanaf 2020 (seizoenen 7, 8 en 9) bleef dezelfde, maar de mannelijke hoofdpersoon naast Nora (Alexandra Rapaport) is niet meer Thomas (Jakob Cedergren). Zijn opvolger is rechercheur Alexander (Nicolai Cleve Broch) die met zijn zoontje Tor op een boot woont. Zijn vrouw Vicky is aanvankelijk spoorloos.

## Rolverdeling
| Acteur              | Rol                 | Opmerking                  | Seizoen |
| ------------------- | ------------------- | -------------------------- | ------- |
| Alexandra Rapaport  | Nora Linde          |                            | 1 - 7   |
| Jakob Cedergren     | Thomas Andreasson   | rechercheur                | 1 - 6   |
| Sandra Andreis      | Mia                 | rechercheur                | 1 - 6   |
| Jonas Malmsjö       | Henrik Linde        | (ex-)echtgenoot van Nora   | 1 - 7   |
| Anki Lidén          | Margit              | hoofdrechercheur           | 1 - 6   |
| Lars Amble          | Harald              | (ex-)schoonvader van Nora  | 1 - 4   |
| Louise Edlind       | Monica              | (ex-)schoonmoeder van Nora | 1 - 5   |
| Lion Mon Wallén     | Simon Linde         | zoon van Nora              | 1 - 6   |
| Ping Mon Wallén     | Anna Linde          | dochter van Nora           | 1 - 7   |
| Nicolai Cleve Broch | Alexander Forsman   | rechercheur                | 7       |
| Shirin Golchin      | Miriam              | rechercheur                | 7       |
| Gustaf Hammarsten   | Bengt-Olof Stenmark | hoofdrechercheur           | 7       |
| Kassel Ulving       | Tor                 | zoon van Alexander         | 7       |
| Ing-Marie Carlsson  | Berit               | moeder van Alexander       | 7       |
| Ane Dahl Torp       | Pernilla            | (ex-)echtgenote van Thomas | 3 - 6   |
| Stefan Gödicke      | Jonas               | (ex-)verloofde van Nora    | 4 - 6   |
| Sofia Pekkari       | Carina              |                            | 1 - 2   |